# Valeriana convallarioides
Valeriana convallarioides là một loài thực vật có hoa trong họ Kim ngân. Loài này được (Schmale) B.B. Larsen miêu tả khoa học đầu tiên năm 1986.